# Греческий легион (Египетский поход)
Греческий легион — волонтёрское соединение на службе революционной Франции в период Египетского похода Наполеона во главе с бывшим мамлюком греком Николаосом Папазоглу. Личный состав Легиона был набран из греков Египта. Действовал между 1798 и 1802 годами

## Предпосылки создания Легиона
В конце XVIII века, воодушевлённый идеалами Французской революции, Ригас Фереос, греческий поэт и руководитель революционной организации, в своих планах предполагал совместное восстание порабощённых османами народов.
В своём «Военном гимне», Ригас призывал:
На Востоке и Западе, на Юге и Севере,
За Отечество все, сердцем единым
В Вере своей пусть каждый свободным живёт
К воинской славе устремимся все вместе
Болгары и арнауты, армяне и ромеи,
Арапы и белые, в порыве едином
За Свободу опоясанные мечами
В том же Военном гимне Ригас призывал «львов Египта» «первым делом поставить (на трон) своего короля и не платить дань Константинополю»:I-202. 
Одновременно греческий философ и просветитель Адамантиос Кораис, обосновавшийся во Франции за год до начала Французской революции в 1789 году, первоначально с энтузиазмом приветствовал её а после высадки республиканской армии Наполеона в Египте в июне 1798 году в своём Военном призыве (Πολεμιστήριο σάλπισμα) призывал греков выступить на стороне армии Наполеона:«Сражайтесь великодушные и мужественные сыны старой Греции» 
Впоследствии Кораис признал призыв ошибкой и иллюзией:I-191
Однако греческие историки не связывают прямым образом “Призыв” Кораиса и создание Греческого легиона египетской армии Наполеона из греков Египта. Х. Лазос, характеризуя организатора и командира Легиона, греческого мамелюка Николаоса Папазоглу признаёт за ним освободительную деятельность в первый период его деятельности в интересах египетских мамелюков стремившихся освободиться от османского гнёта и создать своё государство, но не признаёт освободительной подоплёки в его деятельности в составе французской армии:17.

## Николаос Папазоглу
Создание легиона в значительной степени связано с именем Николаоса Папазоглу, мамелюка греческого происхождения, которого Х. Лазос именует “одной из самых интересных и загадочных фигур современной греческой истории”. 
Действительная его фамилия неизвестна – Николаос сын попа (Папаз-оглу на турецком) родился 15 августа 1758 года в малоазийской Эритрее (Чешме для турок, Чесма в русской историографии) в семье священника и судовладельца Стаматиоса Цесмелиса. Фамилия отца также не является фамилией как таковой, а на турецкий лад (Чешмели) указывает на его происхождение).
Кроме Папазоглу и Чешмели Николаос был также известен как Хадзиниколас. 
Работая на судне отца Папазоглу в 1779 году оказался на Пелопоннесе, где поступил на турецкую службу в период когда турки воевали против мятежных албанцев, оказавшихся там по их же приглашению для подавления греческого Пелопонесского восстания спровоцированного Первой Архипелагской экспедицией русского флота, но впоследствии стали терроризировать не только греческое, но и мусульманское население полуострова. 
В 1785 году, в составе османских войск, Папазоглу принял участие в экспедиции против мятежных мамелюков Египта, в ходе которой турки взяли в плен и отправили их лидера, Осман – бея, в тюрьму в Константинополь. 
Николаос Папазоглу сопровождал на судне пленных мамлюков и установил дружественные связи с Осман-беем. 
В результате и после прибытия в Константинополь, ему удалось ночью освободить Осман-бея и других заключённых мамлюков, вместе с которыми он захватил каик на котором добрался до Египта. 
В благодарность за этот акт и учитывая морские навыки Папазоглу, (со)правитель Египта, мамлюк Мурад Бей, дал ему звание «адмирала» и поручил командование флотом мамлюков. 
Одним из первых шагов адмирала Папазоглу было зачисление на флот мамлюков 300 греков из греческой общины Египта и островов греческого Архипелага.

## Накануне создания Легиона
В июне 1797 года войска революционной Франции вступили на Ионические острова бывшие до того владениями Венецианской республики, вступив тем самым в пределы греческих земель и подойдя вплотную к населённым греками провинциям Османской империи. 
В своём письменном указании своему земляку корсиканцу генералу Gentili Наполеон писал: «Если жители этих стран проявят намерения добиться независимости, благоприятствуйте этому их желанию, не забывая в своих прокламациях упоминать (древние) Афины и Спарту» :I-122
Как свидетельствует Эммануэль Лас Каз которому много позже на Св. Елене Наполеон зачитывал свои воспоминания[:
[...] Греция – другое дело. Он желал стать её освободителем и вписать своё имя между именами Гомера, Платона и Эпаминонда....
Выйдя на берега Адриатики он написал французскому правительству что видит перед собой царство Александра Великого […] Он уже приготовил карты […].
Итальянский поход 1796-1797 годов дал надежды порабощённым грекам, которые косвенным образом культивировал и сам Наполеон. 
Сюда вписывается отправка Наполеоном своих земляков корсиканских греков имевших тесные отношения с семьёй Бонапартов Димитриоса Стефанополи и его брата Николаоса на полуостров Мани в 1797 году, для подготовки восстания против турок:IV-303
Племянница Димиотриоса Стефанополи герцогине д’Абрантес утверждала что и сам Наполеон по отцовской линии имел греческое происхождение. 
Среди прочего братья Стефанополи докладывали что видели в греческих домах среди икон святых и портрет генерала Бонапарта. 
Учитывая то что до того православные греки ориентировались главным образом на единоверную Россию, последнее вызывало своего рода (политическую) ревность. 
Через два столетия советский историк А. М. Станиславская писала: Наполеон «ловко и цинично спекулировал на национальных чаяниях греческого народа», его тайные эмиссары буквально наводнили Грецию, в особенности при подготовке войны с Турцией и Египетского похода.
Однако по геополитическим причинам эти планы не состоялись и интерес сместился на юг, в Османский Египет, так или иначе связанный с греческими землями.

## Французское вторжение в Египет
Возлагавший надежды на революционную Францию Ригас и его сподвижники были умерщвлены турками в тюрьме в Белграде 24 июня 1798 года:I-222
Вместо вторжения в европейские владения Османской империи войска революционной Франции направились на африканский континент. 
В июле 1798 года в Османский Египет вторглась армия Французской республики, которую возглавлял Наполеон Бонапарт. 

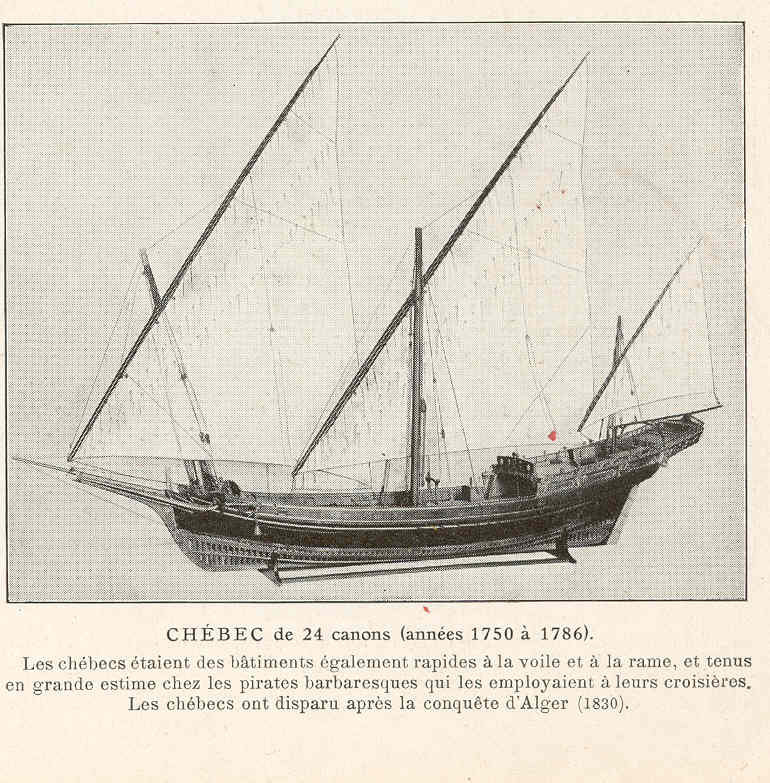
24-пушечная шебека периода 1750-1786 годов

В Битве у пирамид Папазоглу, возглавляя флотилию 10 «канонерок» сразился с французской Нильской флотилией, возглавляемой контр-адмиралом Перре, и насчитывавшей З канонерки, 1 шебеку и 1 галиот.
В то время как на берегу армия Наполеона громила мамлюков, на реке французы проигрывали сражение – матросы Папазоглу совершили абордаж и захватили 2 французских корабля. 
Перре срочно запросил и получил подкрепление с берега, после чего совершил контр-абордаж и отбил свои корабли.
В результате и видя что мамлюки уже были разгромлены на берегу, Папазоглу отвёл свои корабли. Но тактический отход Папазоглу не был завершён. Египетских моряков, которые видели что прибрежные батареи были захвачены французами обуяла паника, после чего они сожгли свои корабли и вплавь выбрались на (другой) берег. 
Папазоглу скрылся в селе Булак.
Тем временем Наполеон, оценив действия флотилии мамлюков и узнав что флотилией командовал грек, вступил в контакт с Папазоглу и предложил ему возглавить французскую Нильскую флотилию. Папазоглу принял предложение. 
Наполеон именовал Папазоглу главным образом Пападόпуло(с) (поповский сын) что в греческом оригинале соответствует турецкому Папазоглу.
Эта деталь скорее всего не имеет никакой подоплёки – Наполеон вероятно встречал эту фамилию среди своих земляков, немногочисленных корсиканцев греческого происхождения -но является дополнительным штрихом для сторонников бытующего с конца XVIII века с лёгкой руки герцогини д’Абрантес утверждения о греческом (корсиканском) происхождении по отцовской линии самого Наполеона.

### “Корсиканец Отечеством которого являетсяТайгет”
Поэт Суцос, Александрос (1803-1863) писал о Наполеоне : 
“Хранит в своих жилах капли (греческой) крови корсиканец, Отечеством которого является Тайгет («Διετήρει αίματός του εις τας φλέβας του ρανίδα ο Κορσικανός ο έχων τον Ταΰγετον πατρίδα». 
Поэтический оборот Суцоса свидетельствует о утверждениях появившихся в начале века о греческом происхождении Бонапарта (по отцовской линии). 
Утверждения появились не в греческих землях, а во Франции. 
Ксения Балоти в своей работе (на французском языке) “Наполеон Бонапарт и Греция – История и мифы” пишет что эти утверждения исходят от жены генерала Жюно, .соратника Бонапарта ещё с осады Тулона. 

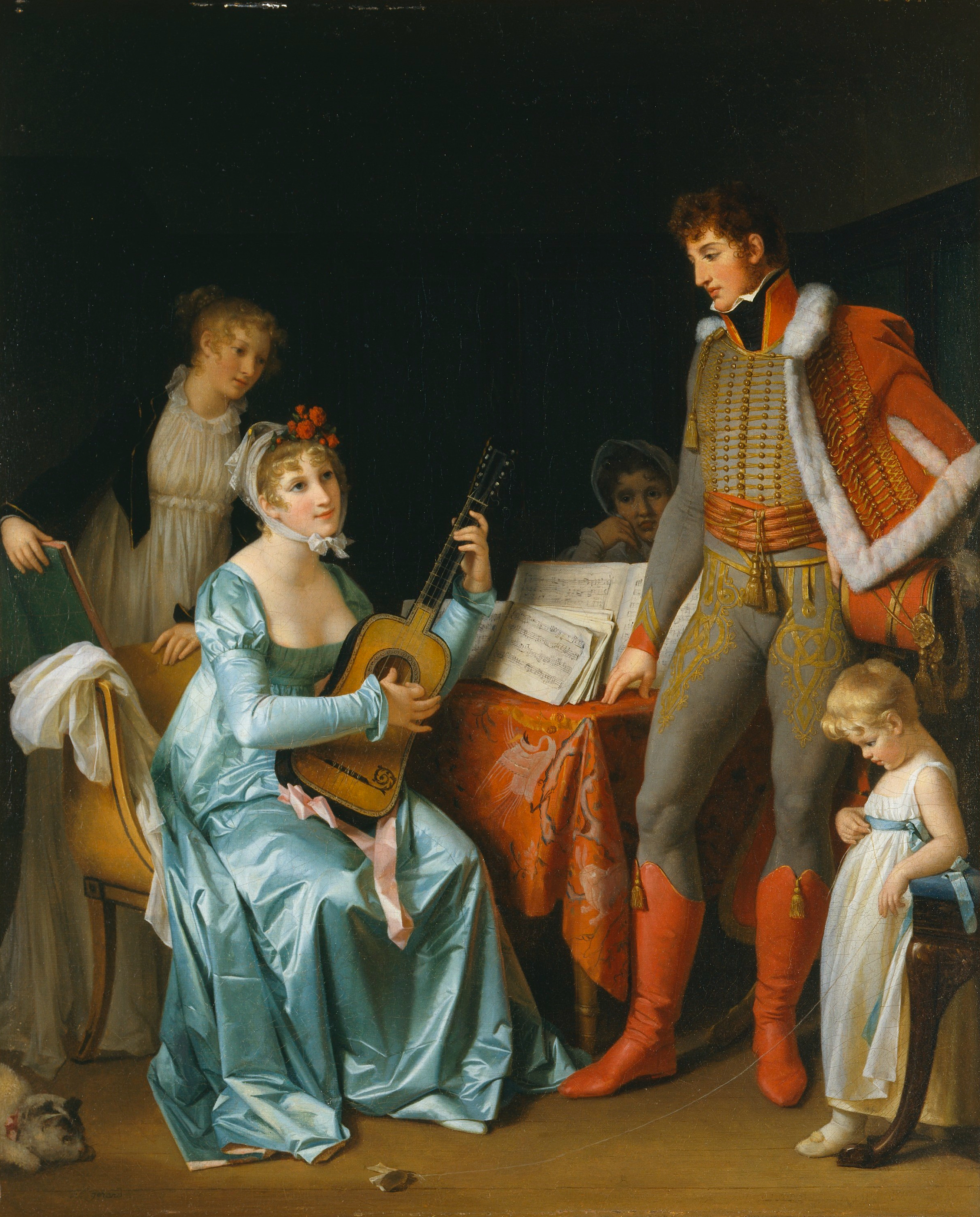
М. Жерар- Герцогиня д’Абрантес и генерал Жюно.

Сама герцогиня д’Абрантес по материнской линии происходила из греческого корсиканского клана Стефанополи. Её мать Laure Marie "Пано́рья" Стефанополи, которой в период её вдовства молодой Наполеон сделал предложение руки и сердца, как и весь клан Стефанопули заявляли что они являются потомками Давида Великого Комнина — последнего императора Трапезунда. 
Её дядя Димитриос Стефанополи, был вхож в семью Бонапартов, был признан наследником императора Давида Комнина жалованной грамотой, которую в 1782 году вручил ему король Людовик XVI, что позволило ему прибавить имя Комнинов к своей фамилии.  
Греческие историки освещающие период до и саму Освободительную войну игнорируют вопрос происхождения Бонапарта как не оказавший влияние на формирование немногочисленных греческих формирований в составе французской армии и не добавивший ничего к влиянию самой Французской революции к формированию революционной ситуации в греческих землях. 
К вопросу происхождения Бонапарта возвращаются лишь исследователи истории греческой общины на Корсике, но и здесь сформировались два противоположных лагеря. 
Димостенис Даветас в своей книге напоминает что Димитриос Стефанопули был опекуном Бонапарта, употребляя термин кидемо́нас (κηδεμόνας) который в греческом семейном праве указывает также на родственные отношения и исследуя генуэзские архивы выходит на линию клана Каломерис – Бонапарте.
Николаос Фардис работавший учителем в Каргезе на Корсике в 1885-86 годах пишет что «по местным слухам» Бонапарт греческого происхождения и также указывает на клан Каломерис(ов).
Напротив, Дикеос Ваякос пишет о семейных/дружественных связях Бонапартов с кланом Стефанополи, но на вопрос были ли у Наполеона греческие корни  отвечает: «Это не соответствует истине».

## Греческий легион
Хотя первоначально Папазоглу было предложено возглавить французскую Нильскую флотилию, вскоре (27/10/1798) Наполеон принял решение организовать 3 пехотные роты из греков Египта – в Каире, в Дамиете и в Розете. 
Каждая рота насчитывала по 100 солдат. Задачей этих греческих рот было обеспечить безопасность французских линий сообщения и логистики. 
Папазоглу был назначен командиром роты Каира, однако вскоре он собрал вокруг себя более 300 греков, что превышало необходимое число солдат для формирования Легиона. 
К тому же греческие роты не ограничились ролью вспомогательных частей и почти сразу проявили свои достоинства и мужество. 
Папазоглу и его бойцы приняли участие в боях против мамлюков и турок, включая сражение при Абукире, где отличились своей стойкостью, и утвердили себя как боевая пехотная часть. 
Наполеон присвоил Папазоглу звание майора французской армии. 
Адамантиос Кораис с радостью получал в Париже новости о Легионе, считая что создание Легиона это и его (“Призыва”) заслуга.
По образному выражению Кораис был полон энтузиазма и «пролил много чернил чтобы воспеть Легион».
После возвращения Наполеона во Францию Папазоглу был переведен под непосредственное командование генерала Жан-Батиста Клебера.
В подавлении последовавшего восстания мамлюков роль греческих рот была неоценимой, в особенности в сражении в Каире. 
В знак признания этой роли, Клебер приказом официально объявил о создании Греческого легиона под командованием Папазоглу, которому присвоил звание полковника французской армии. 
Одновременно французы организовали ещё один легион, Коптский, зачисляя туда при необходимости и греков, придав таким образом войне межконфессиональный оттенок. 
Создание этих двух христианских легионов, а также милиции для поддержания правопорядка под руководством хиосского грека Вартоломеоса (Βαρθολομαίος) не соответствует тезису о том что Наполеон держал равную дистанцию между различными этно-конфессиональными группами Египта. 
Однако создание христианских Легионов и милиции стало необходимостью после поражения при Абукре и установления тесной британской блокады..
Генерал Клебер и Папазоглу принимали всевозможные меры для увеличения числа солдат Греческого Легиона. 
К концу французской оккупации Греческий легион насчитывал 1500 солдат, что учитывая тот факт что греческое население Египта на тот момент было незначительным, было достижением. 
Вероятность того что Легион восполнялся также греческими моряками и добровольцами с островов греческого Архипелага остаётся предположением.

## Впоследствии – “Охотники Востока”
Амьенский мир 1802 года положил конец французской оккупации Египта. Оба легиона, Греческий и Коптский, были переведены во Францию с сильно поредевшим численным составом – рядовые не желали покинуть свои очаги.
В Марселе Греческий легион и всё что осталось от Коптского легиона были сведены в единый полк под командованием Папазоглу и его заместителя Гавриила Сидериоса. 
Полк получил название Охотники Востока (Chasseurs d'Orient) и на первых порах насчитывал всего один батальон. 
В дальнейшем и практически всегда под командованием своего бессменного командира Николаоса Папазоглу полк принял участие в военных действиях главным образом на Адриатике и в Далмации, где отличился при снятии блокады Рагузы. 
Оставаясь верным Наполеону полк был расформирован после реставрации монархии, в числе иностранных соединений Наполеона расформированных Бурбонами. 
Николаос Папазоглу умер 1819 году в абсолютной нищете